# Julien Ducorron
Julien François Théodore Ducorron, peintre paysagiste belge, est né à Ath le 15 novembre 1770, où il est mort le 22 mars 1848.

## Biographie
Julien Ducorron est le fils de Jean François Ducorron, marchand originaire de Valenciennes et de Marie Joachime Elisabeth Desprez. Il ne commence à étudier la peinture qu'à l'âge de trente-deux ans dans l'atelier de Balthasar Ommeganck, alors directeur de l'académie royale des beaux-arts d'Anvers. En 1819, il succède à Nicolas Dandeleau à la direction de l'École de Dessin d'Ath. Sous son impulsion, l'école connaît un essor important. 
Le talent de Ducorron est très apprécié et il connaît un vif succès de son vivant. Entre 1812 et 1840, il participe à de nombreuses expositions en Belgique et à l'étranger. Il remporte des médailles d'argent, de vermeil et d'or, à Gand, Bruxelles, Tournai, Douai, Cambrai, Courtrai, Arras, etc.
On connaît Ducorron principalement pour les paysages qu'il exécute dans la tradition des recettes d'atelier. Il y introduit cependant des éléments pittoresques : rochers, cours d'eau, bergeries, chemins sinueux, bouquets d'arbres… Il émane de ces paysages une grande douceur où la lumière a une grande importance. 
L'art de Ducorron se situe à la charnière (« les recettes d'atelier ») qui le rattache à Nicolas Poussin ou Jacques d'Arthois et leurs écoles. Cependant il est très proche des romantiques, fervents du retour à la nature vraie.
Au point de vue privé, Julien Ducorron épouse en premières noces, en 1792, Marie Magdelaine Cocquereau qui lui donne un fils (Marcellin), et, devenu veuf, il se remarie en 1806 avec Henriette Julie Charlotte Evrard qui lui donne deux fils : Alphonse Edmond (avocat) et Louis Auguste. Il devient le professeur de sa belle-sœur Adèle Evrard, peintre floral.

## Œuvres

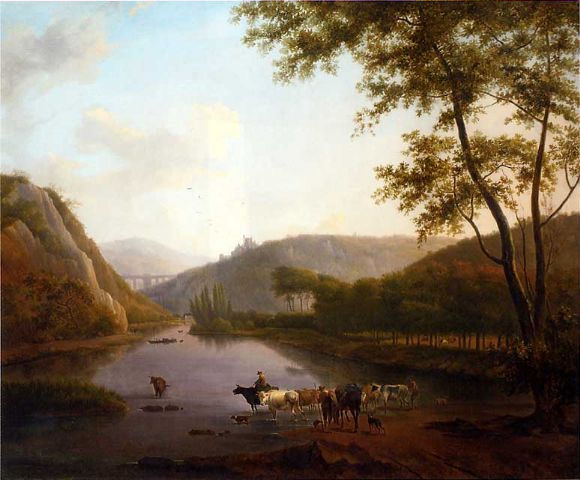
Paysage (1813).

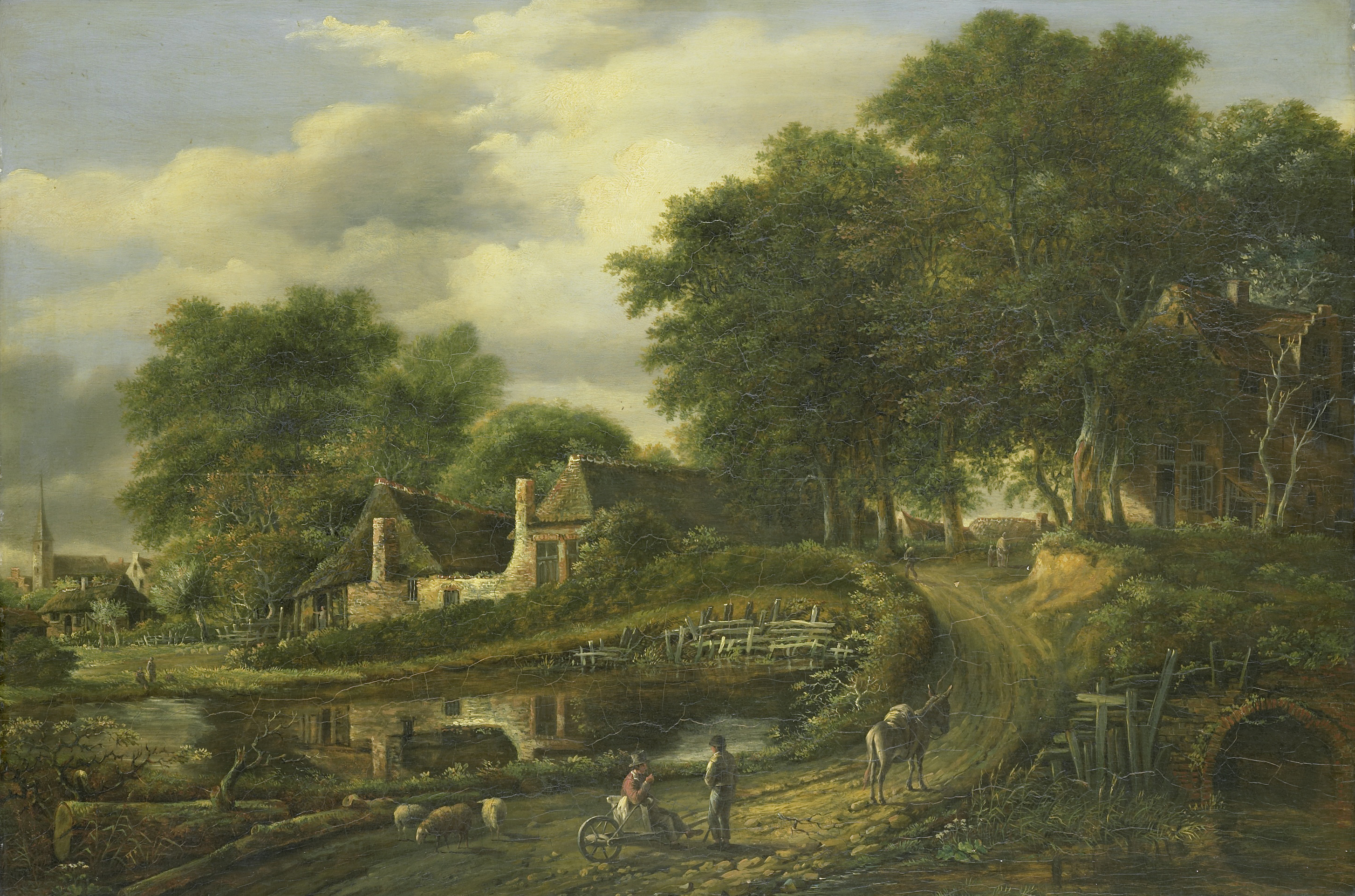
Paysage conservé au Rijksmuseum.

- 1811 : Paysage forestier près d'Ath – Automne, présenté au Salon de Bruxelles de 1811 ;
- 1811 : Fin de la journée. Personnages et animaux, présenté au même Salon ;
- 1813 : Un coup de vent au coucher du soleil, médaille d'or du Salon de Bruxelles de 1813 et conservé aux Musées royaux des Beaux-Arts de Belgique ;
- 1817 : Vue de Spa, présenté au Salon de La Haye ;
- 1819 : Clair de lune. Mer près de Chaudfontaine sur la Vesdre, présenté au Salon de Douai ;
- 1819 : Un moulin à eau à Marcq sur la route goudronnée d'Ath à Enghien, présenté au Salon de Douai ;
- 1819 : Retour de chasse dans une forêt traversée par une grande route, présenté au Salon de Douai ;
- 1819 : Pont rustique dans une ferme délabrée du village d'Irchonwelz à proximité d'Ath. Décoré de personnages et d'animaux, Salon de Douai ;
- 1819 : Entrée d'une forêt ardennaise, Salon de Douai ;
- 1819 : Paysage à Fumay au clair de lune, Salon de Douai ;
- 1819 : Paysage avec cascade, vue près de Chaudfontaine, Salon de Douai ;
- 1820 : Une cascade dans les Ardennes, Salon d'Amsterdam ;
- 1821 : Paysage italien avec personnages, Salon de La Haye ;
- 1821 : Un paysage avec personnages et chiens de chasse, Salon de La Haye ;
- 1821 : Paysage dans les Ardennes.Des voyageurs laissent boire leurs chevaux à une fontaine, Salon de Douai ;
- 1821 : Moulin de Rochefort, Salon de Douai ;
- 1824 : Vue à Vianden, au Grand-Duché de Luxembourg, au clair de lune, Salon d'Amsterdam ;
- 1824 : Les Ruines d'une cabane au pied d'un rocher dans les Ardennes, Salon d'Amsterdam ;
- 1833 : Vue prise aux environs d'Irchonwelz, Salon de Bruxelles de 1833, conservé aux Musées royaux des Beaux-Arts de Belgique ;
- 1836 : Épisode du roman de Gil Blas, Salon de Bruxelles de 1836 ;
- 1836 : Approche d'un orage, Salon de Bruxelles de 1836.